# Blandain
Blandain (en picard Blandan) est une section de la ville belge de Tournai, située en Wallonie picarde et en Flandre romane dans la province de Hainaut. C'était une commune à part entière avant la fusion des communes de 1977.

## Géographie
Blandain est un village rural divisé en hameaux dont voici quelques noms : Quenoque, Les Grands Empires, Les Petits Empires, Cocriamont, Honnevain, etc.
Il est entouré par : 
- Templeuve au Nord ;
- Hertain au Sud-Ouest ;
- Froyennes au Nord-est ;
- Marquain au Sud-Est ;
- la commune française de Willems à l'Ouest.

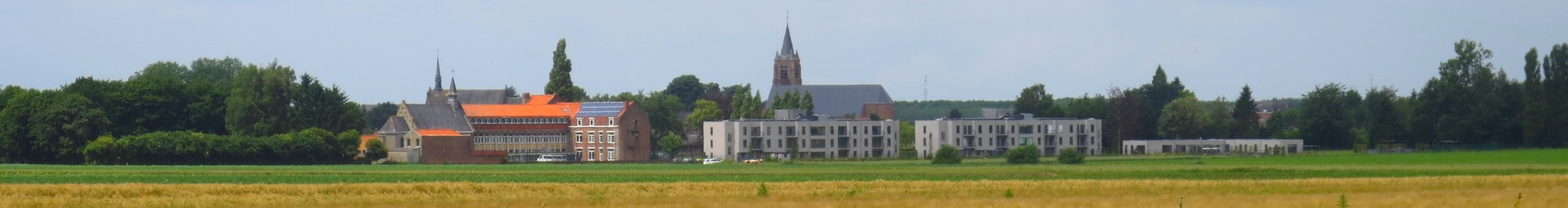
Vue panoramique du village de Blandain.

## Évolution démographique
- Sources : INS, Rem. : 1831 jusqu'en 1970 = recensements, 1976 = nombre d'habitants au 31 décembre.

## Histoire

### Antiquité
Les premières traces d'occupation remontent au Néolithique avec la découverte d'une industrie lithique éparse mais certaine (racloirs, pointes de flèches, haches polies…).
De la période romaine subsistent les vestiges de plusieurs villas romaines et d'un probable fanum.

### Moyen Âge
Le nom est attesté dès 1108. Il pourrait signifier « propriété de Blandius » (nom propre gallo-romain) ou être dérivé de l'adjectif latin blandus signifiant « joli, aimable ».
Historiquement, le village de Blandain est lié à saint Éleuthère, premier évêque de Tournai. Celui-ci y aurait trouvé refuge lors de violences contre les chrétiens de la région. À son décès, son corps fut inhumé dans l'église qui porte aujourd'hui son nom et y demeura jusqu'au IXe siècle. On raconte qu'à cette époque sainte Thècle de Roubaix vit en rêve saint Éleuthère qui lui ordonna de dire de sa part à Heidilon, évêque de Tournai et Noyon, d'aller à Blandain lever de terre ses reliques qu'il trouverait près de l'autel de l'église.

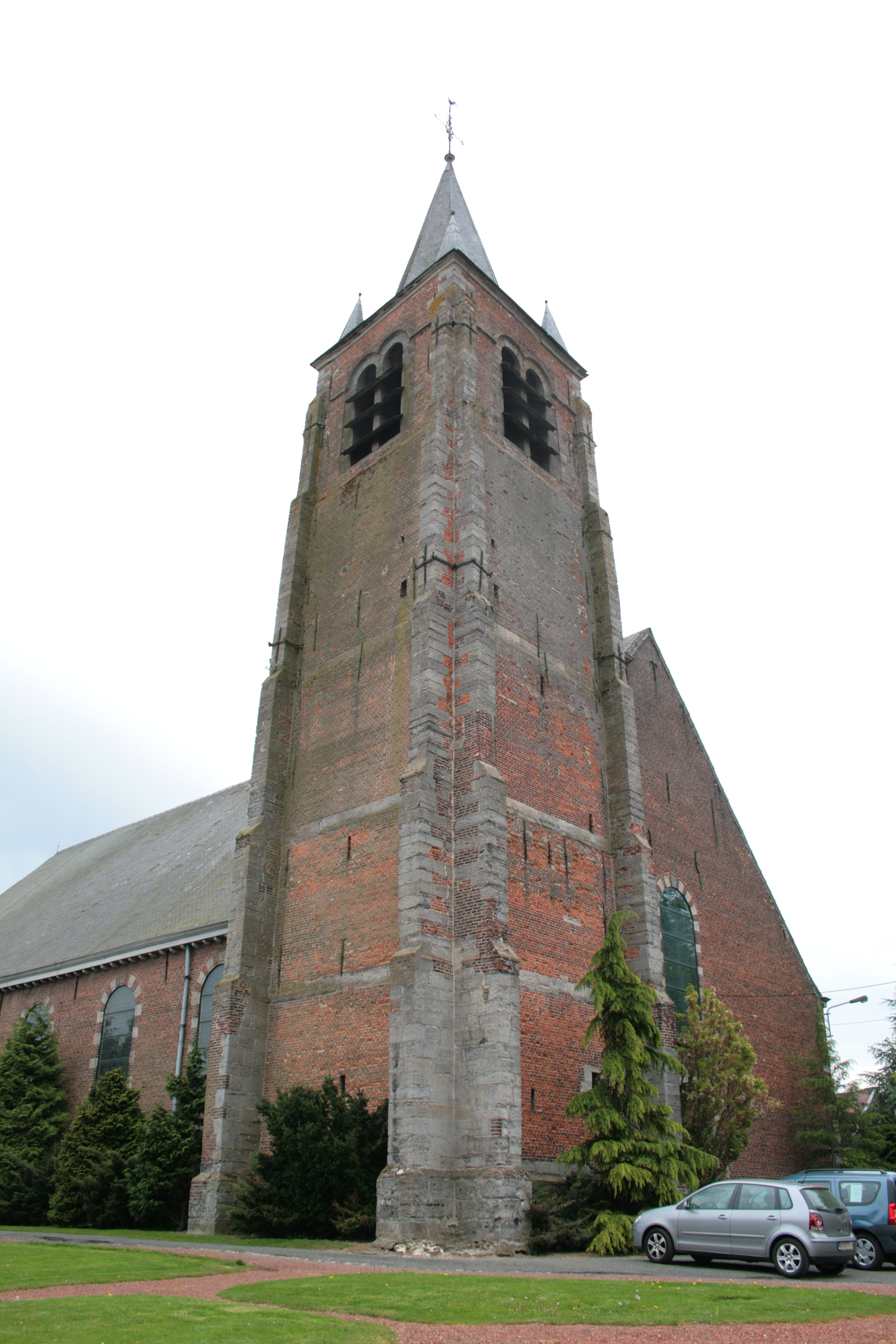
L'église Saint-Éleuthère.

Une châsse, œuvre anonyme de la première moitié du XIIIe siècle, fut commandée par le légat du pape Odon de Tusculum et l’évêque de Marvis le 25 août 1247 afin d'abriter les reliques du saint. Elle est considérée comme l'une des sept merveilles de Belgique. En 1931, l’Évêque de Tournai attribua aux habitants de Blandain le privilège de la porter lors de la Grande procession de Tournai.
Le chapitre Notre-Dame de Tournai était seigneur principal; il avait reçu l'autel de Blandain, du lointain successeur d'Éleuthère, Simon de Vermandois (1128), fils d'Hugues Ier de Vermandois. Cette donation fut confirmée en 1190 par le pape Clément III.
Collateur de la cure, le chapitre levait également la dîme, mais il en retourna une part au curé dès le début du XIIIe s. À la fin du XVIIe s., ce dernier ne bénéficiait que du sixième de celle-ci.
Des institutions tournaisiennes possédaient des biens à Blandain : l'hôpital Notre-Dame, les Anciens Prêtres, l'hôpital Saint-Éleuthère, qui les avait reçus en 1360 de Simon du Portail, doyen du chapitre, et les chapellenies de Saint-Éloi et de Saint-Pierre, dotées par Jean Abraham, archidiacre de Tournai, au début du XIIIe siècle.
Il faut y ajouter la ferme de l’Évêque, propriété de l'évêché de Tournai, qui fut vendue comme bien national et qui exploitait encore une surface de 40 ha pendant l'entre-deux-guerres, celle du Marais (50 ha à la même époque), celle des Chartreux, rattachée à Blandain en 1820, celle du Marly et celle de Lucq.

### Ancien Régime
Sous l'Ancien Régime, le bailli du seigneur d'Honnevain intervenait lors de la reddition des comptes de la commune.
Composé également des seigneuries de Baudimont, d'Hardiplancq, propriété des Jésuites à la fin du XVIIe s., du Porcq ou du Parcq, de Lassus, des Pauvres de Tournai, du Marest, de Corbry, du Molinel, du Chastelet et du fief de Coquereaumont (ou Cocriaumont), le territoire de Blandain se partageait entre le Tournaisis (398 bonniers 1300 verges), la châtellenie de Lille et des terres franches dites les 'Francs Empires' au XVIIIe s.
Vers 1760, Blandain produisait du grain, de la laine, du lin et du bois pour la consommation locale.
Au début du XVIIe siècle, Nicolas Pollinchove est seigneur du Porcq à Blandain. Marchand drapier, il exerce différentes charges sur Tournai : garde de la Monnaie de Tournai, échevin et juré, il a pour épouse Antoinette Varlo.
Après que Louis XIV eut étendu la juridiction du bailliage de Tournaisis aux enclaves de Blandain par l'édit de Fontainebleau et qu'il eut perdu ses conquêtes dans la région, ces terres demeurèrent contentieuses entre la France et l'Autriche. Elles furent finalement cédées par Louis XV à l'impératrice Marie-Thérèse (convention des Limites du 16 mai 1769) et réunies au Tournaisis en 1779.

### Époque contemporaine

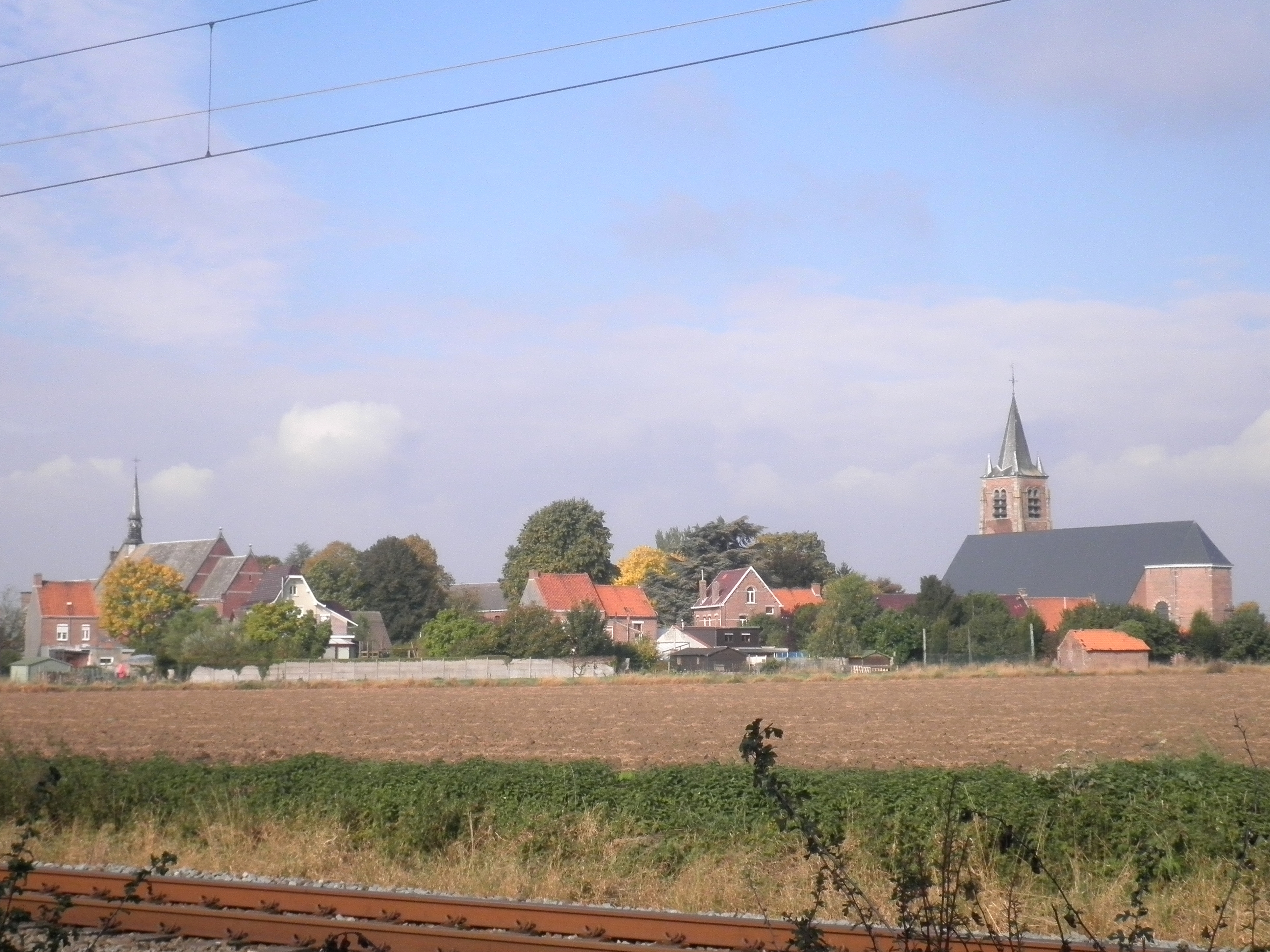
Blandain vu de la voie de chemin de fer.

Le chemin de fer fit son apparition en 1865, année d'inauguration de la ligne de Fives à Froyennes (actuelles lignes 94 et 269 000) par la Compagnie du chemin de fer de Bruxelles à Calais : une compagnie privée qui confia son exploitation aux Chemins de fer de l'État belge pour sa partie située en Belgique. Cet itinéraire devait permettre de relier Lille à Tournai et Bruxelles sans passer par Mouscron (via la ligne moins directe construite en 1842).
Une gare-frontière avec salles d'attente de plusieurs classes et bureau de douane fut érigée à Blandain sur le modèle des gares de la Compagnie du Nord. Cette gare, abandonnée après sa fermeture en 1984 fut démolie quelques années plus tard. Aujourd'hui, les gares ouvertes les plus proches se trouvent à Froyennes ou Baisieux.
Vers 1935, une unité de fabrication de la poudre Escouflaire est installée à Blandain. Celle-ci est incorporée à des cigarettes censées « soulager les crises d'asthme et les oppressions respiratoires », que le laboratoire  exporte dans le monde entier. La commercialisation en est définitivement interdite en 1992.

## Patrimoine et culture

### Patrimoine architectural
- Abbaye de La Paix de Jésus, fondée en 1912, à partir d'un prieuré de 1904 de moniales bénédictines.

## Lieux publics

### Cimetières
- Cimetière de Blandain

## Économie

### Commerces
En 2024, Blandain compte une boucherie, une boulangerie, une épicerie, une pharmacie et un café. 

### Transports
Blandain est traversé par la ligne de chemin de fer reliant Lille à Tournai. Il n'y a plus d'arrêt depuis 1984.
Trois lignes de bus exploitées par le réseau Tec Hainaut passent par Blandain :
- la Ligne B reliant Tournai et Blandain ;
- la Ligne K, retour de la ligne B vers Tournai ;
- la Ligne 4 reliant Baisieux, Lamain, Marquain et Tournai.

### Industries
Blandain voit apparaître un zoning industriel, Tournai Ouest 3, en 2020, entre le village et Marquain. Huit éoliennes y ont été érigées en 2017. Ce zoning vient compléter 2 zoning existants, Tournai Ouest I et II. Un projet de gare de marchandises est évoqué en 2014, ainsi que la réouverture de la gare de Blandain aux voyageurs puisque ce ne sont pas moins de 4500 nouveaux emplois qui seront créés au sein de Tournai Ouest 3.